# Turáni-alföld
A Turáni-alföld vagy Turán-síkság (kazak: Тұран ойпаты) 100-200 méter magas süllyedékterület Közép-Ázsiában, a Kaszpi-tenger, a déli-Urál, a Kazak-hátság, a Tien-san és az Iráni-medence északi peremének hegységei között. Nagy része feltöltött síkság. Kazahsztán, Üzbegisztán és Türkmenisztán politikai területén húzódik.

### Földrajz
Felszíne enyhén hullámzó síkság, amelyet fennsíkok, mélyföldek, hirtelen kiemelkedő tanúhegyek tesznek változatosabbá. A felszínt főleg laza homok alkotja, amely részben a harmadidőszaki tengerek maradványaként maradt vissza, de az évezredek folyamán az Amu-darja és a Szir-darja gyakran változtatta medrét és szélesen elteregette üledékeit.
Az alföld a nagy sivatagok területe. A Kaszpi-tenger és az Amu-Darja között a Kara-kum (Fekete homok), az Amu-Darja és a Szir-Darja között a Kizil-kum (Vörös homok) kietlen világa terül el. Homoksivatagi foltokat találunk máshol is. A futóhomokot jórészt megkötötte a sivár sivatagi növényzet, de nagy területeket foglalnak el a félhold alakú barkánok, a hosszú dűnesorok is. Az agyagos területeken kicsapódik a sziksó.
Lefolyástalan terület. Két nagy folyója (Amu-darja és Szir-darja) korábban az Aral-tóba ömlött, napjainkra azonban egyik folyó sem éri el a több részre szakadt, folyamatosan pusztuló Aral-tavat. A hatalmas alföld peremein a folyók nagy része a homokban vész el.

#### Élővilág
Az élővilág szegényes. Többnyire só- és szárazságtűrő növények élnek a területen, ilyenek: a homoki sás, a homoki akác, a fejlett gyökerű tevetövis és a szakszaul. Helyenként a 3-3,5 m magas szakszaul kisebb erdőket alkot és tűzifát biztosít az oázislakó embereknek.

#### Éghajlat
Éghajlata mérsékelt övi sivatagi. A tél hideg, zord; a nyár forró és száraz. Gyakran fújnak erős szelek. Az évi átlagos csapadékmennyiség 150–300 mm, de sok helyen nem éri el a 200 mm-t, illetve egyes helyeken a 100 mm-t sem.

#### Elsivatagosodás
A sivatag terjeszkedéséhez az ember tevékenysége is hozzájárul. A hatalmas síkságot ugyanis az 1960-as években feltörték és azon gazdálkodásba kezdtek. Északon búzát, napraforgót, kölest termesztenek (termesztettek), délen a gyapot, és öntözéssel a rizs és a gyümölcsök is jó termést adnak. De nem sokáig! A szél kikezdte a műveléssel megbontott talajt, és a vékony termőrétegtől megfosztott táj elsivatagosodott. A sovány füvű legelőkön legeltető állattenyésztés folyik.

#### Bányászat
A geológiai kutatások barnaszenet, kőolajat, földgázt találtak. A Mangislak-félszigeten mangánt bányásznak, a Kizil-kumban azbeszt- és grafitelőfordulások vannak, a Kara-kumban ként termelnek ki.

### A lakosság
A Turáni-alföldön elsősorban a törökökkel rokon nyelvű népek élnek, akik nagy része iszlám vallású. Így érthető, hogy az egykori Szovjetunióból való kiválásuk után gazdasági kapcsolataikat Oroszországon kívül nagyrészt Törökországgal és az arab világgal ápolják.

## Határai
- északon a Torgaj (Turgaj)-fennsík
- északkeleti részén a Kazak-hátság
- északnyugaton az Urál-hegység déli nyúlványa, a Mugaldzsar (Mugodzsár)
- keleten a Betpak-Dala és a Csu-Ili-hegység
- nyugaton a Kaszpi-tenger keleti partja
- délkeleten a Tien-san és a Pamír-Alaj láncai
- délen a Kopet-dag és a Paropamiz lábai

## Fordítás
- Határai: Ez a szócikk részben vagy egészben  a(z)   Туранская низменность című orosz Wikipédia-szócikk fordításán alapul.  Az eredeti cikk szerkesztőit annak laptörténete sorolja fel. Ez a jelzés csupán a megfogalmazás eredetét és a szerzői jogokat jelzi, nem szolgál a cikkben szereplő információk forrásmegjelöléseként.
- Éghajlat: Ez a szócikk részben vagy egészben  a(z)   Тұран ойпаты című kazak Wikipédia-szócikk fordításán alapul.  Az eredeti cikk szerkesztőit annak laptörténete sorolja fel. Ez a jelzés csupán a megfogalmazás eredetét és a szerzői jogokat jelzi, nem szolgál a cikkben szereplő információk forrásmegjelöléseként.